# Movin’ Too Fast
«Movin’ Too Fast» (с англ. — «Двигаемся слишком быстро») — сингл британского гэридж-дуэта Artful Dodger и британской исполнительницы Ромины Джонсон, выпущенный 26 июля 1999 года. Песня вошла в дебютный студийный альбом дуэта It’s All About the Stragglers (2000). «Movin’ Too Fast» изначально была записана Джонсон как сольная исполнительница и вошла в её дебютный альбом 1998 года Simply Passion, спродюсированный Роландо Баччи Хардиджем, Марко Петриаджи и Алессандро Барокки. Ремикс-версия трека от Artful Dodger сначала распространялась на виниле по системе «white label». После того, как её подхватили диджеи, она была лицензирована компанией Locked On для массового распространения.

«Movin’ Too Fast» не попала в чарты сразу после своего первого релиза, хотя и достигла 49-го места в независимом чарте. Однако после успеха «Re-Rewind» она была переиздана в феврале 2000 года и достигла 2-го места в британском чарте синглов. В Великобритании песня стала платиновой, её продажи и прослушивания превысили 600 000. За пределами Великобритании сингл достиг топ-40 в Ирландии и Норвегии, а также попал в канадский танцевальный чарт RPM Top 30. Capital Xtra включила песню в свой список «Лучшие олдскульные гаражные гимны всех времён».

## Список композиций
UK 12-inch single (1999)
A1. «Movin’ Too Fast» (Artful Dodger original mix)
AA1. «Movin’ Too Fast» (Artful Dodger dark dub)
AA2. «Movin’ Too Fast» (Dark Dodger artful dub)
UK 12-inch single (2000)
A1. «Movin’ Too Fast» (Bump & Flex vocal) — 6:30
A2. «Movin’ Too Fast» (original mix) — 6:29
B1. «Movin’ Too Fast» (Pussy 2000 vocal) — 6:48
UK CD and cassette single
1. «Movin’ Too Fast» (radio mix) — 3:56
2. «Movin’ Too Fast» (Bump & Flex vocal) — 6:30
3. «Movin’ Too Fast» (Pussy 2000 vocal) — 6:48

## Чарты

### Недельные чарты
| Чарт (2000)                     | Высшая позиция |
| ------------------------------- | -------------- |
| Австралия (ARIA)                | 111            |
| Бельгия/Фландрия (Ultratop 50)  | 41             |
| Канада (RPM Dance/Urban)        | 15             |
| Европа (Eurochart Hot 100)      | 13             |
| Германия (GfK)                  | 63             |
| Ирландия (IRMA)                 | 21             |
| Italy Airplay (Music & Media)   | 7              |
| Нидерланды (Single Top 100)     | 57             |
| Норвегия (VG-lista)             | 18             |
| Шотландия (OCC Scotland)        | 9              |
| Великобритания (OCC UK Singles) | 2              |
| Великобритания (OCC UK Dance)   | 1              |
| Великобритания (OCC UK Indie)   | 1              |

### Годовые чарты
| Чарт (2000)      | Позиция |
| ---------------- | ------- |
| UK Singles (OCC) | 30      |

## Сертификация
| Регион                                                                      | Сертификация | Продажи |
| --------------------------------------------------------------------------- | ------------ | ------- |
| Великобритания (BPI)                                                        | Платиновый   | 600 000 |
| Данные о продажах + прослушиваниях приведены только на основе сертификации. |              |         |

## Даты выхода
| Страна                       | Дата            | Формат                    | Лейбл     | Примечания |
| ---------------------------- | --------------- | ------------------------- | --------- | ---------- |
| Великобритания               | 26 июля 1999    | 12-inch vinyl             | Locked On | [ 23 ]     |
| Великобритания (переиздание) | 21 февраля 2000 | 12-inch vinyl CD cassette | Locked On | [ 24 ]     |

## Кавер-версии
В 2018 году House & Garage Orchestra с вокалисткой Кайлой Амор записали оркестровую версию для британского альбома каверов Garage Classics.
В 2019 году версия DJ Spoony с Кэти Чатберн и Ignition Orchestra с вокалисткой Паломой Фейт была выпущена в качестве промо-сингла для британского альбома гэридж-каверов Garage Classical.
В июле 2020 года бывшая участница Britain’s Got Talent и победительница Love Island Пейдж Терли выпустила версию песни в качестве своего дебютного сингла. Пластинка была записана с House & Garage Orchestra (проектом, в котором участвовал продюсер Luck & Neat Шай Куки, в манере, схожей с записями Пита Тонга с Жюлем Бакли и Heritage Orchestra) и выпущена New State Music.